# Aleksandr Bublik
Aleksandr Stanislavovitj Bublik (russisk: Александр Станиславович Бублик, født 17. juni 1997 i Gattjina, Rusland) er en professionel tennisspiller fra Kasakhstan.